# Přírodní zákon
Přírodní zákon nebo také zákon přírody je tvrzení nebo předpis, který popisuje chování přírody za určitých podmínek. Běžně se tyto dva pojmy považují za totožné. Ve filozofii se někdy striktně rozlišuje mezi dvěma významy
- Vlastnost přírody, světa. Daná, třeba i zatím nepoznaná zákonitost. Používá se pro ni výraz „zákon přírody“.
- Poznání výše zmíněné přírodní zákonitosti. Označuje se termínem „přírodní zákon“ a splňuje definici vědeckého zákona.

Toto rozdělení uvádí například Descartes
| „           | …vědecký zákon přírodní (je) totéž co vědecký lidský poznatek o přírodním zákonu… | “ |
| — Descartes |                                                                                   |   |

Podobně je oddělil Michael Scriven v roce 1959.
Přírodní zákony nejsou teorie nebo hypotézy, i když ty je mohou vysvětlovat. Přírodní zákony se zjišťují a ověřují empiricky.
Přírodní zákony se objevují ve všech přírodních vědách, například fyzice, chemii nebo biologii. Často je význam ztotožňován pouze s fyzikálními zákony, někdy dokonce jen s fundamentálními fyzikálními zákony, které se snažíme objevit v rámci teorie všeho.

## Fundamentální fyzikální zákony
Koncept fundamentálních fyzikálních zákonů má několik obecných vlastností. Tyto zákony jsou
- pravdivé. Nikdy nebyl opakovaně pozorovatelný žádný jev daný zákon vyvracející.
- univerzální. Platí kdekoli ve Vesmíru.
- absolutní. Nic ve Vesmíru je neovlivňuje.
- všemohoucí. Všechno ve Vesmíru se jim musí podřídit.
- zachovávající. Obecně zachovávají veličiny.
- často vyjádřením nějaké symetrie v přírodě.
- typicky teoreticky reverzibilní. Platí, i kdyby se otočil běh času (neplatí pro některé kvantové jevy).
- stabilní. Zůstávají neměnné od svého objevení (i když se může prokázat, že jsou jen aproximací (přiblížením) nějakého jevu nebo jiného přesnějšího zákona)
- jednoduché. Obvykle je lze vyjádřit jediným matematickým vztahem.

Matematici a fyzikové často považují fundamentální fyzikální zákony za krásné a elegantní a mnoho vědců využívá svůj smysl pro jejich krásu při tvorbě nových hypotéz. To pramení zřejmě z toho, že obvykle popisují nějakou symetrii. Symetrie je většinou považována za zdroj krásy. Neplatí to ale zcela univerzálně. Například Newton vysvětloval svou víru v asymetrii vesmíru právě svým přesvědčením, že jeho zákony ji vyjadřují.
V roce 1918 Emmy Noetherová formulovala velmi obecný poznatek, že každá symetrie fyzikálního systému je spojena se zákonem zachování konkrétní veličiny, viz teorém Noetherové. Například je-li fyzika symetrická vůči posunutí v prostoru, zachovává se hybnost. Invariance k posunutí v čase zachovává energii.